# Gleb Safonov
Gleb Safonov, född 2001, är en kazakisk backhoppare. Han deltog i Världsmästerskapen i nordisk skidsport 2019 i Seefeld in Tirol/Innsbruck.